# تنگه پنانگ
تنگه پنانگ تنگه‌ای به عرض ۱۱ کیلومتر است که جزیره پنانگ را از شبه‌جزیره مالایی جدا کرده است. جزیره پنانگ در غرب کانال است، در حالی که سبرانگ پرای، نیمه دیگر ایالت پنانگ که در سرزمین اصلی می‌باشد، در شرق کانال قرار دارد. بخش شمالی و جنوبی کانال به تنگه ملاکا، یکی از شلوغترین گذرگاه‌های دریایی، متصل است.
این تنگه، گذرگاهی بر پایه آب عمیق برای ارتباط با بندر پنانگ، که در باتروورت در سبرانگ پرای واقع شده است را در دسترس قرار می‌دهد. اضافه بر این، اسکله سوتتنام در جرج تاون، که مرکز ایالت پنانگ است و در جزیره پنانگ قرار گرفته، مقصدی محبوب برای کشتی‌های کروز است و به عنوان یکی از نقاط اصلی ورود به پنانگ، عمل می‌کند.
از سال ۱۷۶۸، زمان تأسیس پنانگ به عنوان پایگاه تجاری امپراتوری بریتانیا، تنگه پنانگ از لحاظ تاریخی به عنوان یک مسیر پرتردد کشتیرانی بوده است.

## موقعیت جغرافیایی
تنگه پنانگ، در سمت شرق جزیره پنانگ، شبه جزیره مالایی را از این جزیره جدا می‌کند. از سمت شمال و جنوب، با تنگه ملاکا مرتبط است.
تنگه را می‌توان به دو بخش کانال شمالی و جنوبی تقسیم کرد. کانال شمالی به پهنه آبی شمال سنگپوز در شمال شرقی جزیره پنانگ، مکانی که جرج تاون واقع شده است اشاره دارد، در حالی که کانال جنوبی پهنه آبی جنوب سنگپوز را پوشش می‌دهد.

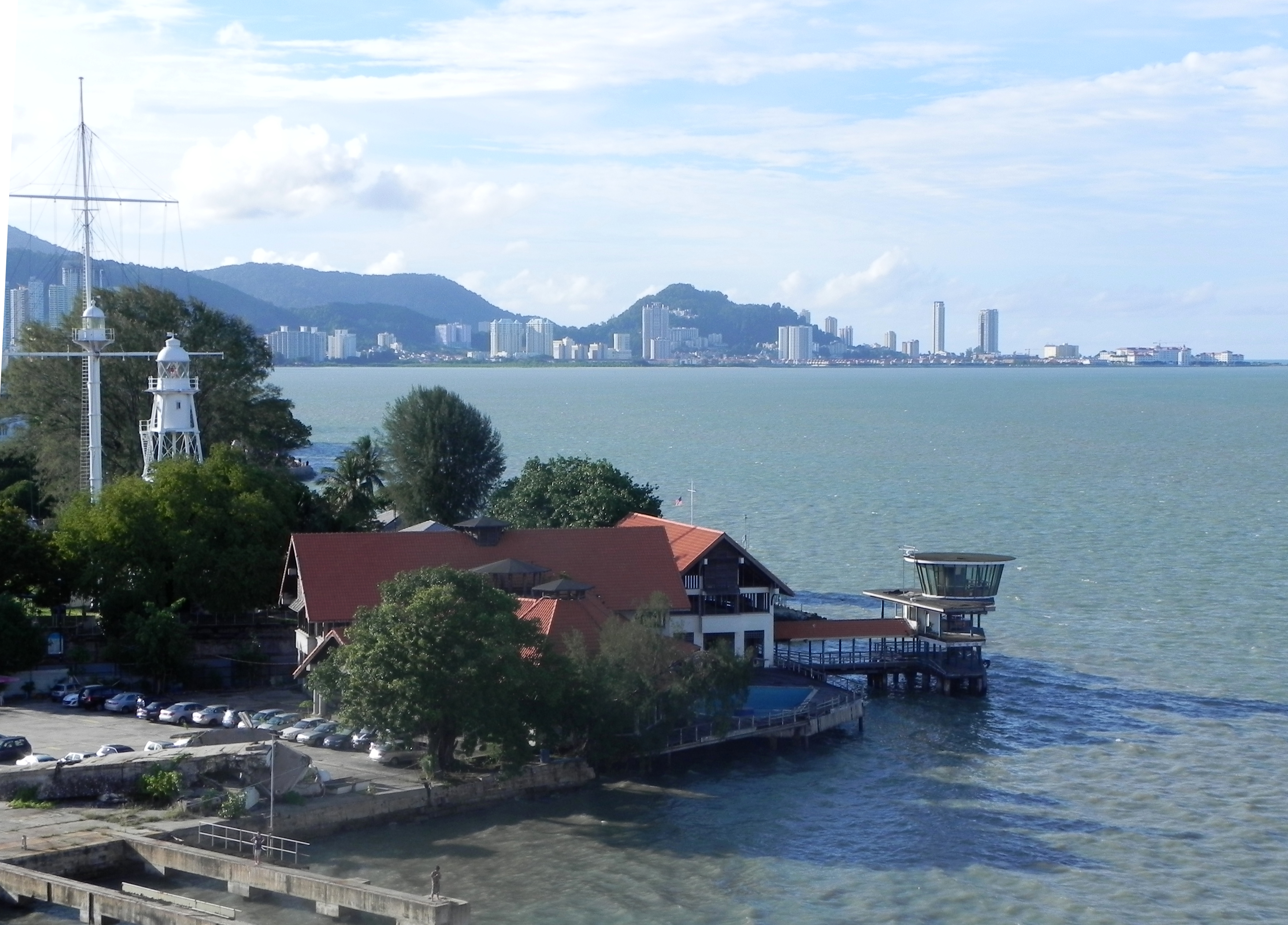
کانال شمالی در ساحل شمالی جرج تاون
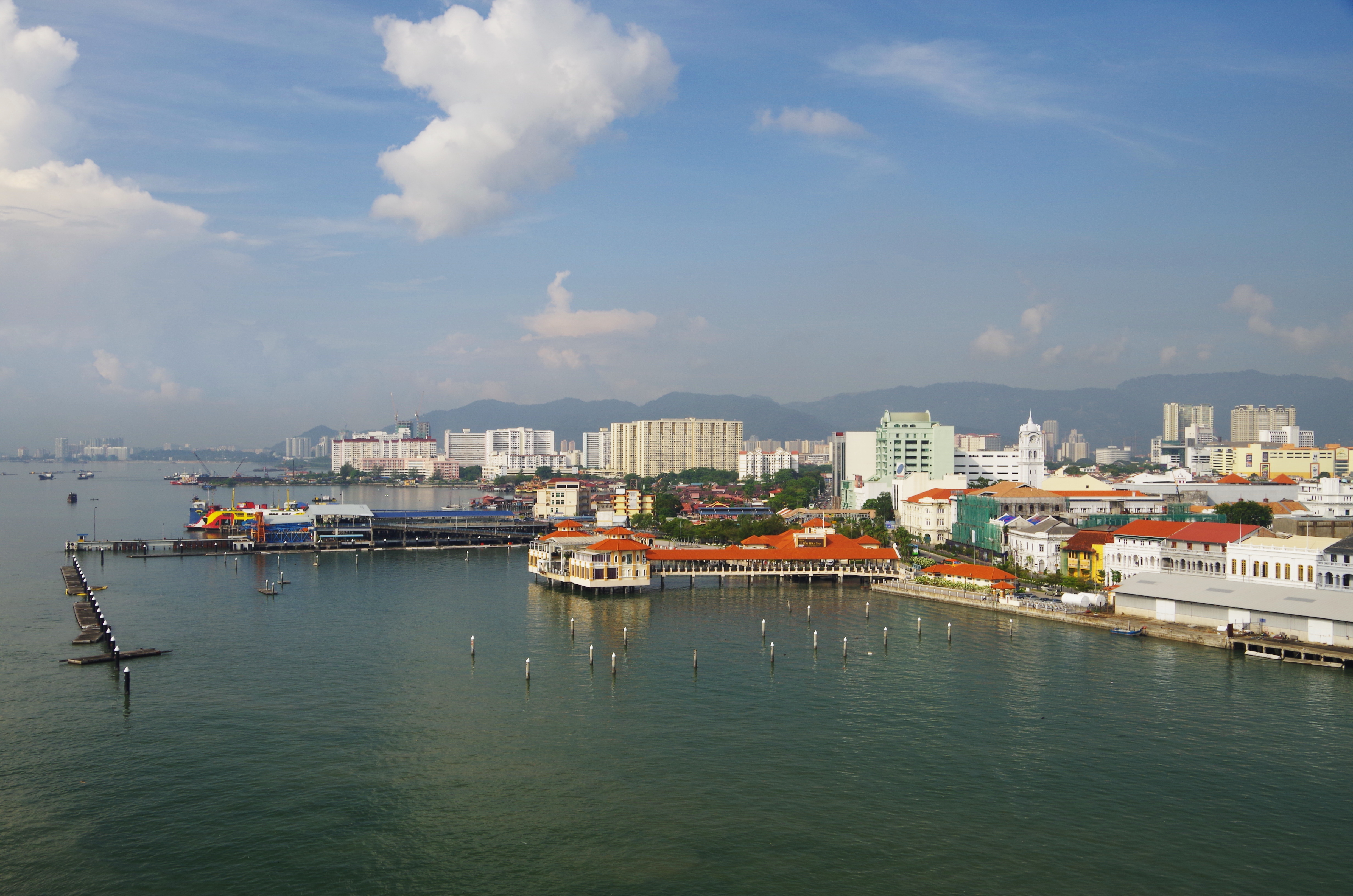
کانال جنوبی در امتداد خط کرانه شرقی جرج تاون
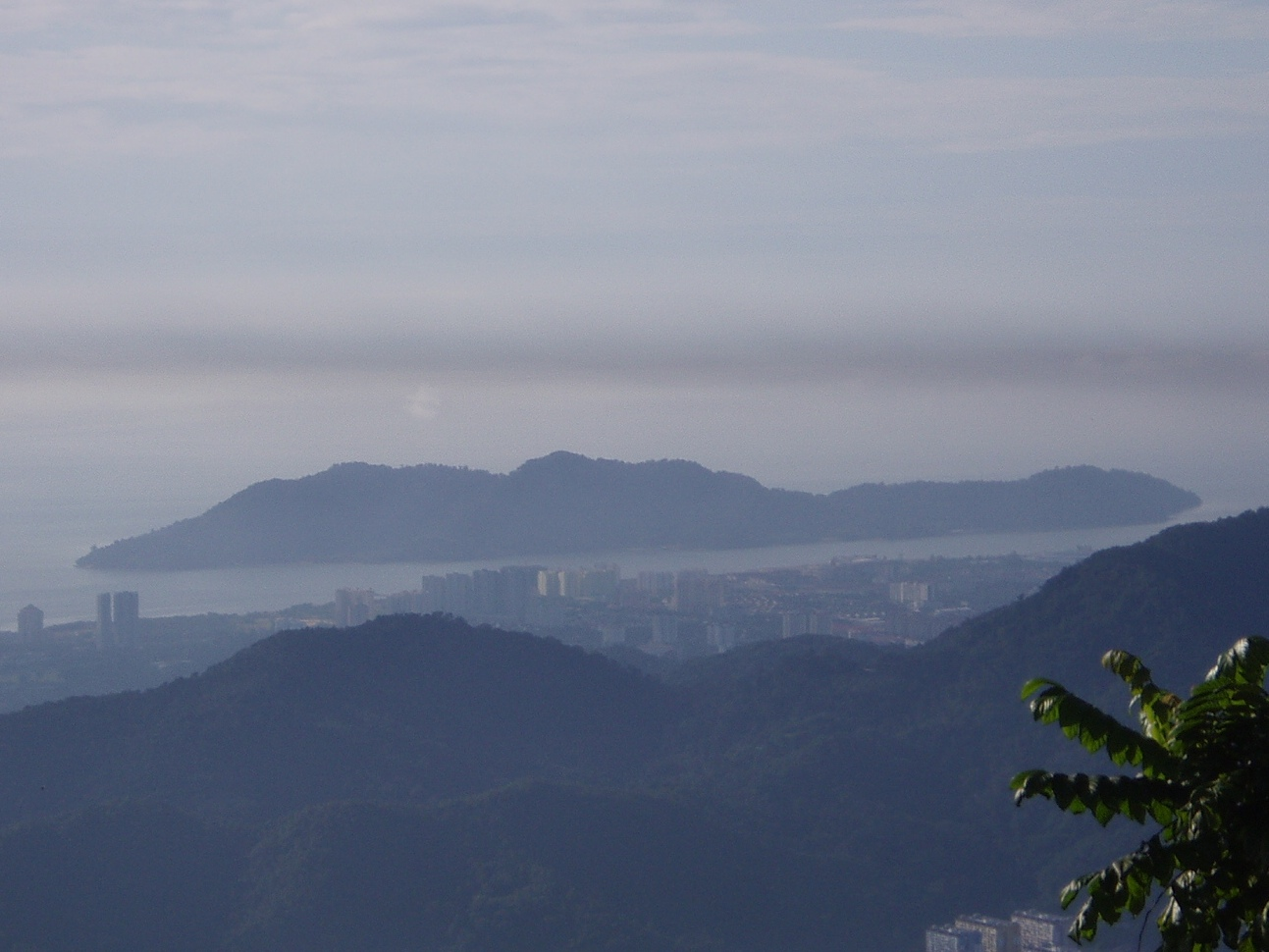
جزیره جرجاک،  بزرگترین جزیره در تنگه پنانگ

ریزابه‌ها
فهرست رودهایی که به تنگه پنانگ سرازیر می‌شوند، به شرح زیر هستند.
رودهای جزیره پنانگ:
- - رود پینانگ
  - رود گلوگور
  - رود بایان لپاس

رودهای سبرانگ پرای:
- - رود پرای
  - رود مودا
  - رود کریان
  - رود جورو
  - رود جاوی

جزایر
تعداد معدودی جزیره و جزیره بسیار کوچک در کانال جنوبی تنگه پنانگ قرار دارند. بزرگ‌ترین آنها جزیره جرجاک است که دور از ساحل جنوب شرقی جزیره پنانگ واقع شده است. این جزیره که مناطق زیادی از آن را جنگل دربرگرفته است در یک دوره‌ای، محل آسایشگاه جذامی‌ها بود و قبل از اینکه در سال ۱۹۹۳، فعالیت مؤسسات ناخوشایند طی یک دورهٔ زمانی در این جزیره برچیده شود به زندانی با حداکثر مراقبت‌های امنیتی تبدیل شده بود.
جزیره امان و جزیره گدونگ دو جزیره بسیار کوچک در تنگه هستند که دور از کرانه جنوبی سبرانگ پرای واقع شده‌اند. در دههٔ ۱۹۸۰، طی دوره ای که پل پنانگ در حال ساخت بود، جزایر بسیار کوچک مصنوعی و دست‌ساز ایجاد شدند.

## تاریخچه

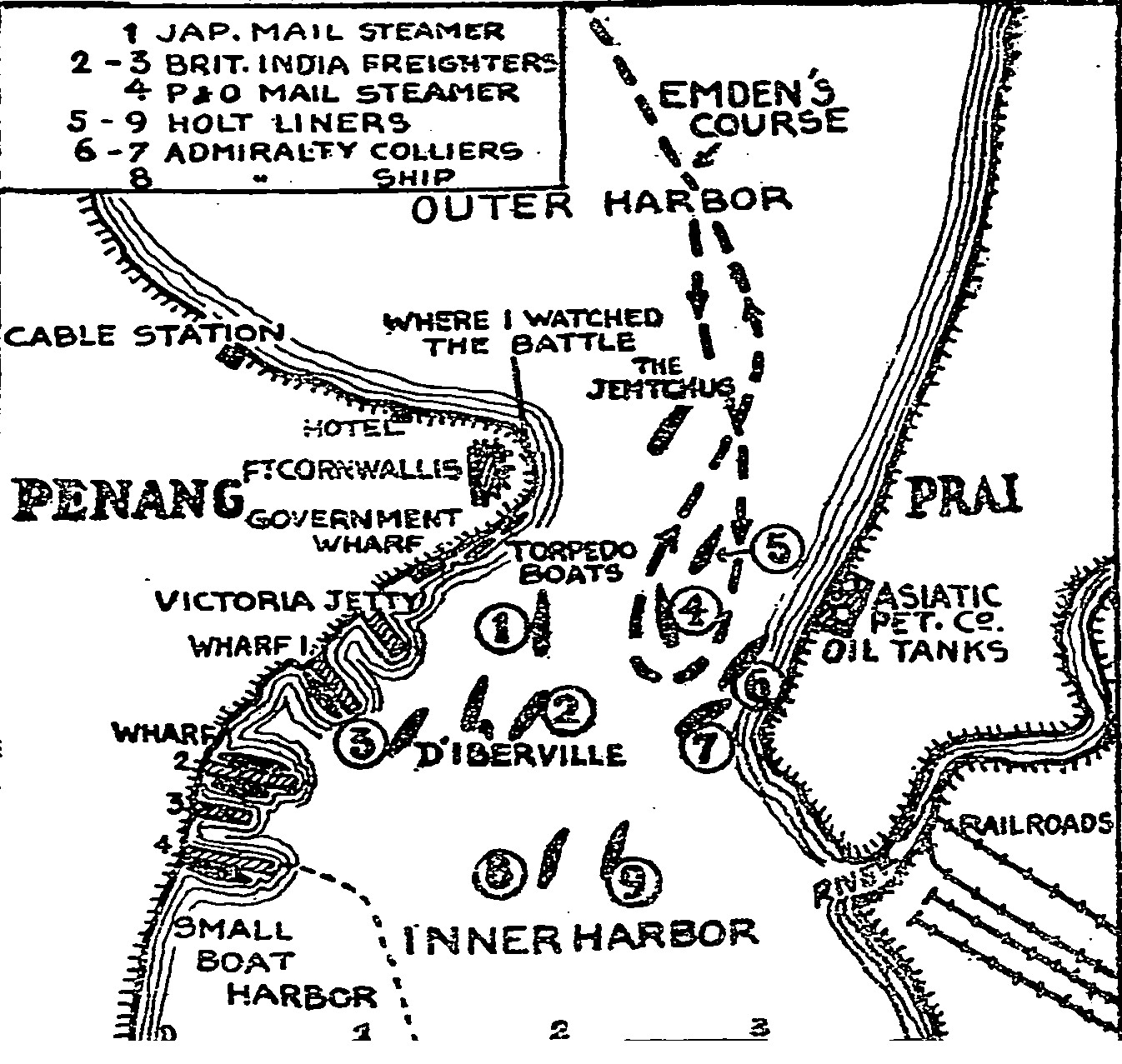
نبرد پنانگ در روز ۲۸ اکتبر ۱۹۱۴ در تنگه پنانگ اتفاق افتاد. این نقشه توسط نشریه نیویورک تایمز تهیه شده بود.

از زمان ایجاد شهر جرج تاون در سال ۱۷۸۶، تنگهٔ پنانگ به عنوان یک مسیر کشتیرانی با اهمیت در ایالت پنانگ عمل کرده است. تا دههٔ ۱۹۷۰، تأسیسات اصلی لنگرگاه در ولد کی در جرج تاون قرار داشتند. با احیاء و بازسازی ولد کی در اواخر قرن نوزده، به خاطر اینکه عمق دریا در ولد کی عمیق‌تر بود به کشتی‌های بزرگتر اجازه داد تا در کرانه شهر پهلو بگیرند.
در سال ۱۹۷۴، تأسیسات انتقال بار بندر پنانگ از میان تنگه به باتروورت منتقل گردید. بنابراین مدیریت محموله‌های بار و کانتینر کشتیرانی به‌طور عمده در باتروورت انجام می‌گیرد و کوتاه اسکله سوتتنام در جرج تاون تا امروز به پذیرش کشتی‌های کروز فعالیت داشته است. در سال ۲۰۱۵، کوتاه اسکله سوتتنام ۱۴۵ درخواست ورود و خروج کشتی را ثبت کرد که بیشترین میزان پذیرش در مالزی بود. در عین حال، تأسیسات بندر باتروورت در سال ۲۰۱۳، بیش از ۱٫۲ میلیون TEU بار را مدیریت کرد که که باعث شد یکی از شلوغ‌ترین بندرگاه‌ها در کشور باشد.
همچنین تنگه پنانگ صحنه اولین شلیک‌هایی بود که در نبرد پنانگ در روز ۲۸ اکتبر ۱۹۱۴ انجام گرفت. ناو نیروی دریایی امپراتوری آلمان، اس‌ام‌اس اِمدن، قبل از گلوله‌باران و شلیک اژدر به ناو نیروی دریایی امپراتوری روسیه، ژمچوگ، با تغییر هویت به شکل کشتی بریتانیایی وارد تنگه گردید. ناو آلمانی اس‌ام‌اس اِمدن سپس به سمت شمال غربی به سوی تنگه ملاکا حرکت کرد و در ادامه مسیر ناو شکن فرانسوی موسکه را غرق کرد.
در روز ۱۷ ژانویه ۲۰۱۰، یک حادثه غمناک اژدهاقایق رخ داد که طی این حادثه، یک جریان قوی آب منجر به تصادم این قایق با یک قایق یدکش گردید و اژدهاقایق واژگون شد، در نتیجه ۶ پاروزن درون قایق کشته شدند. این واقعه باعت بالارفتن نگرانی چند صاحب منصب، به ویژه صاحب منصب دپارتمان دریایی (ناحیه شمالی)، شمسیر محمد و رئیس کانون اژدهاقایق پنانگ، لای چو هوک (Lai Chew Hock) دربارهٔ موضوع برگزاری ورزش‌های آبی در تنگه پنانگ با ایمنی مطمئن و بدون خطرات احتمالی، گردید. شمسیر، ترافیک شدید، تغییرات آب و هوایی غیرقابل پیش‌بینی و جریان‌های قوی آب را دلیل نگرانی‌های خود ذکر کرد در حالی که چو هوک مدعی بود این منطقه به خاطر دورریزهای قایق‌های ماهیگیری و جریان‌های قوی آب مناسب فعالیت ورزش‌های آبی نیست. هرچند، لیم چو هوی (Lim Choo Hooi) رئیس باشگاه فوروارد اسپورتس پنانگ با بیان اینکه نه موج جزر و مد و نه فصل باران‌های موسمی، مشکلاتی را برای تمرین‌های آموزشی ایجاد نمی‌کند، این ادعاها را رد کرد. مربی‌ها باید قبل از برگزاری دوره آموزشی، شرایط دریا و آب و هوایی را ارزیابی کنند. او همچنین بیان کرد، محل حادثه در برابر سونامی و امواج قوی محافظت شده بود و به مدت سه سال برای تمرین‌های آموزشی مورد استفاده قرار گرفته بود و آن را به یکی از ایمن‌ترین پهنه‌های خط ساحلی عمومی تبدیل کرده است.

## ترابری
پل‌ها

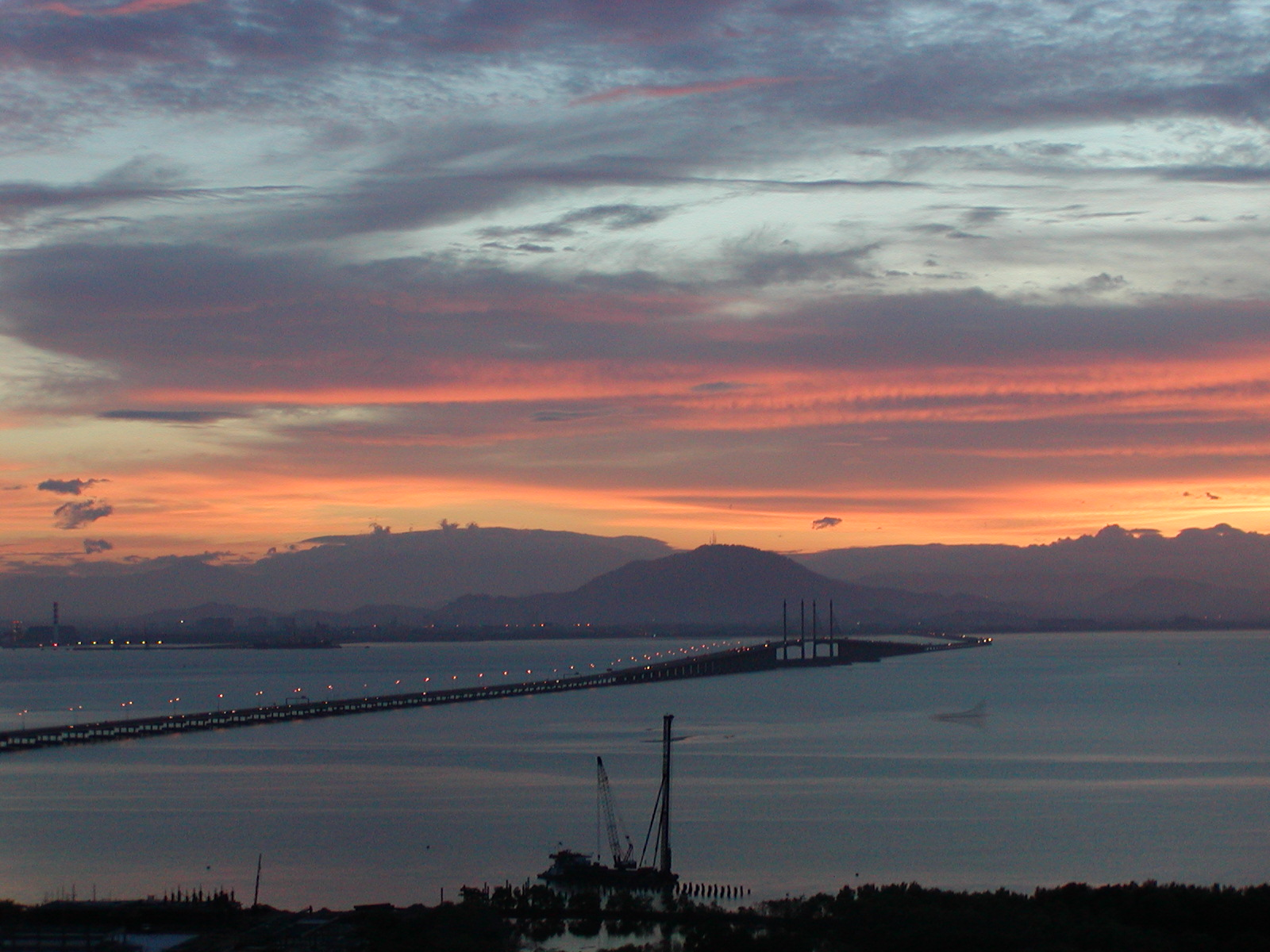
تنگه پنانگ

در حال حاضر دو پل، پل پنانگ و پل سلطان عبدالحلیم معظم شاه مسیر تردد یک جاده را در تنگه پنانگ میّسر می‌سازند. ساخت پل پنانگ که منطقهٔ مسکونی شهری پرای در بخش سرزمین اصلی را به منطقهٔ شهری گلوگور متصل می‌کند در سال ۱۹۸۵ تکمیل شد.
در سال ۲۰۱۴، پل دوم پنانگ برای استفاده عمومی افتتاح گردید. این پل منطقه باتو کاوان، واقع در سرزمین اصلی را به منطقه باتو مائونگ در جزیره متصل می‌کند.
فرابر
اضافه بر این دو پل، خدمات فرابر پنانگ یکی دیگر از مسیر ارتباطی بین جزیره پنانگ و سرزمین اصلی است. برخلاف دو پل ارتباطی، خدمات فرابر به واسطه یک پایانه در مرکز شهر جرج تاون انجام وظیفه می‌کند و برای کسانی که از سرزمین اصلی از این طریق وارد می‌شوند یک ارتباط مستقیم به مرکز شهر را در دسترس آنها قرار می‌دهد.